# 海野聡
海野 聡（うんの さとし、1983年2月 - ）は、日本の建築史学者。東京大学准教授。博士（工学）。主として前近代の日本・東アジアを研究領域とし、特に日本の古代建築を専門とする。
文献史学・考古学など、学際的な研究を進めつつ、古建築の魅力や遺跡復元の手法を伝える。平城宮第一次大極殿院の発掘調査・薬師寺東塔の解体修理・延暦寺建造物総合調査などに従事。

## 経歴
- 1983年2月 - 千葉県千葉市生まれ
- 2001年3月 - 開成高等学校卒業
- 2006年3月 - 東京大学工学部建築学科卒業
- 2008年3月 - 東京大学大学院工学系研究科建築学専攻修士課程修了
- 2009年
  - 4月 - 日本学術振興会DC2採用
  - 8月
    - - 東京大学大学院工学系研究科建築学専攻博士課程中退
    - - 独立行政法人国立文化財機構奈良文化財研究所に採用
- 2018年10月 - 東京大学大学院工学系研究科建築学専攻准教授

## 主な著書
- 『奈良時代建築の造営体制と維持管理』吉川弘文館、2015年。ISBN 9784642046268
- 『古建築を復元する 過去と現在の架け橋』（歴史文化ライブラリー444）吉川弘文館、2017年。ISBN 9784642058445
- 『比叡山けんちく探訪！』（共著）比叡山延暦寺  2014年。
- 『発掘遺構から読み解く古代建築』（共著）クバプロ　2016年。ISBN　9784878051470
- 『建物が語る日本の歴史』吉川弘文館、2018年。ISBN　9784642083362
- 『文化遺産と〈復元学〉－遺跡・建築・庭園復元の理論と実践』（編）吉川弘文館、2019年　ISBN　9784642016629
- 『再生する延暦寺の建築－信長焼き討ち後の伽藍復興』吉川弘文館、2022年。ISBN	9784642016681
- 『20のテーマでよみとく日本建築史 古代寺院から現代のトイレまで』（編）吉川弘文館、2025年3月　ISBN　9784642084741

## 主要論文・報告書
- 「古代地方官衙政庁域の空間構成」『日本建築学会計画系論文集』645、2009年
- 「古代における裳階の類型化と二重金堂の変遷に関する試論」『佛教藝術』327、2013年
- 「法隆寺を「生かす」不断の努力」『Re』 2016年
- 『比叡山延暦寺 建造物総合調査報告書』比叡山延暦寺2013年（共編著）

## 受賞歴
- 2006年 - 第17回日本建築学会優秀卒業論文賞[2]
- 2011年 - 日本建築学会奨励賞[3]
- 2013年 - 公益財団法人花王芸術・科学財団 第7回美術に関する研究奨励賞[4]
- 2015年 - 前田記念工学振興財団 山田一宇賞（年間優秀博士論文賞）[5]
- 2017年 - 古代歴史文化賞優秀作品賞[6]

## 出演
- 日曜美術館「まなざしのヒント 日本建築入門in東大寺・新薬師寺」（2025年3月2日、NHK Eテレ）[7]